# La cognizione del dolore
La cognizione del dolore è un romanzo incompiuto dello scrittore italiano Carlo Emilio Gadda, composto tra il 1938 e il 1941, inizialmente pubblicato a puntate sulla rivista Letteratura. A causa dell'imperversare della guerra, il romanzo rimase incompiuto e venne pubblicato solo nel 1963 dall'editore Einaudi.

## Trama
Parte prima
La vicenda è ambientata nell'immaginario Stato andino del Maradagál (che somiglia alla Brianza lombarda del Ventennio), nell'immediato dopoguerra di una contesa bellica che l'ha opposto al confinante Parapagál, e della quale entrambi i paesi si ritengono vincitori.
L'azione inizia nel 1934 nella città di Lukones. Il dottor Felipe Higueróa scopre che la guardia notturna del Nistitúo provincial de vigilancia para la noche che tutti conoscono con il nome di Pedro Manganones si chiama in realtà Gaetano Palumbo, perché ha assunto il nome dello zio.
Il dottor Higueróa viene chiamato a casa di un paziente, il grosso e vorace Gonzalo Pirobutirro (vero protagonista della storia, nonché alter ego trasfigurato di Gadda) che vive da solo insieme alla madre. Discendente di un celebre e omonimo notabile dei primi tempi della Colonia, Gonzalo si è fatto la fama di mangiatore onnivoro e vorace.
Il dottore si reca a casa Pirobutirro per rispondere alla chiamata, e per strada incontra Battistina, la domestica; la vecchia donna gli racconta una storia orripilante di soprusi da parte di Gonzalo sulla povera madre, che vivrebbe nel terrore di questo figlio violento con chiunque. Il dottor Higueróa lo visita e non riscontra niente di anomalo; assecondando un'idea che carezza da qualche tempo, essendo padre di famiglia, quasi gli impone una gita in automobile con le proprie figlie, Pina e Giovanna. Gonzalo si schermisce, declina, ma il dottore insiste; a questo punto il paziente si lascia andare a uno sfogo isterico, pieno di citazioni letterarie, dal quale si capisce che si ritiene circondato da gente che interferisce tra lui e la madre, che gli sembra stia invecchiando precocemente. Mentre sta per congedarsi, il dottore fa notare a Gonzalo che il muro di cinta della proprietà non sembra offrire una valida difesa a tentativo di intrusione, e gli suggerisce di abbonarsi al Nistitúo, ma questa è solo l'occasione per l'ingegnere di sfogarsi di nuovo a proposito dei soldi che se ne vanno in mille rivoli; rifiuta seccamente di pagare i soldi dell'abbonamento di vigilanza, mettendo in dubbio la capacità di Pedro Manganones/Gaetano Palumbo di controllare un'area così vasta durante i suoi giri. La pretesa sordità di guerra dell'uomo era stata smascherata a suo tempo con uno stratagemma dal medico militare col. Di Pascuale, il quale aveva fiutato lo stratagemma del falso invalido.
Parte seconda
Gonzalo è spesso lontano da casa per motivi di lavoro, il fratello minore è morto in guerra; la madre rimane sola a vagare per le stanze e pensare ai figli. Una sera Gonzalo torna da un viaggio, lei gli prepara la cena e lo studia timorosa, come se avesse soggezione di lui. Il figlio ha uno slancio e l'abbraccia, ma l'arrivo del servitore interrompe il momento di affetto. Gonzalo, irritato dal suo sudiciume e dall'aspetto miserando, lo caccia dalla stanza.
Un vicino di casa, tra i più facoltosi abitanti di Lukones, il cavalier Trabatta, subisce un furto notturno dopo aver rifiutato, come Gonzalo, di abbonarsi al Nistitúo; l'uomo ingaggia due guardie notturne, che una notte sentono rumori sospetti; usciti per controllare, scoprono un tentativo di intrusione in casa Pirobutirro. L'ingegnere si è allontanato infuriato dopo avere sorpreso gente in cucina con la madre. Svegliati i vicini, si procede a entrare in casa. La madre di Gonzalo viene trovata moribonda nel letto, ferita alla testa e piena di ecchimosi. Viene chiamato il dottore, ma le possibilità che l'anziana donna si salvi sono scarse.

## Tematiche

### Rapporto con la famiglia
Il triste rapporto con i genitori e con l'ombra del fratello morto sono la materia biografica di cui è intriso il romanzo. La figura del padre è dileggiata, la madre maltrattata con una ferocia che finisce nel comico. I romanzi incompleti di Gadda sembrano alludere ad una sorta di anti-provvidenza manzoniana che invece di dipanare gli imbrogli li complica sempre di più sino a rompere il filo narrativo e disarticolare qualsiasi ricerca di senso. Quegli "esseri meccanici" da Manzoni trattati con aristocratica bonomia sono da Gadda apertamente disprezzati, e nel caso di Gonzalo l'aristocrazia è una specie di corto circuito autoreferenziale, un'eclissi, una disperata solitudine. La patria, tanto importante per il giovane Gadda, è qui il Maradagal, uno dei tanti anagrammi del suo nome di cui sono ricchi i suoi romanzi. I trascorsi argentini di Gadda e la sua dimestichezza con lo spagnolo, la sua amata Milano ed i Promessi Sposi, tutto quanto si somma e si addensa nell'incubo letterario prodotto da Gadda che è voluto essere uno spietato ritratto del suo autore ed una sua trionfale apologia.
Molti sono i motivi autobiografici del romanzo, a cominciare dal triste rapporto di Gadda con i genitori, con l'ombra del fratello morto, con la patria italiana (qui trasfigurata nel Maradagal), reame shakespeariano ricolmo di ordinaria stupidità; ma anche la sua esperienza argentina e il suo "mestiere" di ingegnere-scrittore.

### La pera butirro
La Pera butirro o butirra è il frutto coltivato in Maradagal, il paese "immaginario" in cui è ambientato il romanzo, replica dell'Italia fascista e della Brianza.
Sono il simbolo delle aspirazioni piccolo-borghesi dell'Italia fascista, uno degli elementi più importanti della villa del protagonista Gonzales. Di tale frutto immaginario Gadda offre anche un dettaglio biologico: «Le pere butirro, spiccate a metà ottobre, maturano repentinamente, nel corso di una notte, tra il 2 e il 7 novembre.».
Il termine deriva, è da ritenere certo, dal lombardo "pér butér", che definisce, nel milanese e nella Brianza, pere dalla scorza legnosa a tarda e lenta maturazione, con un interno sodo e tenero ad un tempo, simili alla varietà denominata passacrassana.

## Genesi e pubblicazione travagliata
Gadda iniziò la stesura dell'opera a seguito della morte della madre, avvenuta il 2 aprile del 1936. Venne pubblicato incompleto, tra il 1938 e il 1941, sulla rivista Letteratura. Prima l'editore Sansoni e poi Einaudi cercarono di convincere Gadda a completarlo e pubblicarlo in volume. Dopo un lavoro editoriale preparatorio di Gian Carlo Roscioni, l'Einaudi lo pubblicò nel 1963, con una prefazione di Gianfranco Contini e contenente una sezione - intitolata L'editore chiede venia del recupero chiamando in causa l'Autore - con alcune indicazioni di Gadda sull'opera.
Nel 1970 venne pubblicata una nuova edizione dell'opera, integrata con due capitoli inediti, una parte redatta nel 1941 e già pubblicata in un altro volume dall'Editore Garzanti. Il romanzo giunge quasi alla conclusione: l'ultimo capitolo non fu mai scritto da Gadda. Il racconto resta dunque formalmente incompiuto, come successo ad altri suoi libri.

## Analisi
Lo sfondo autobiografico di Gadda si fonde al Maradagal, cioè all'Italia del primo dopoguerra e dell'avvento del fascismo, che riflette il caos ed i mali della società italiana, convogliati nel fascismo.
Attraverso la sua prosa elaborata, Gadda non solo racconta, trasfigurandola, la sua vita, ma riesce anche a offrire una satira pungente della società italiana durante il fascismo. Intere parti del romanzo, spesso sotto forma delle sfrenate fantasticherie di Gonzalo, caratterizzate come sono da scoppi d'odio verso la stupidità altrui, sono dedicate a questioni quali la speculazione edilizia sulle colline briantee (stralcio che compare con il titolo Strane dicerie contristano i Bertoloni nella raccolta di racconti L'Adalgisa) o la pachidermica burocrazia italiana. Da sottolineare anche le pungenti descrizioni della borghesia ai ristoranti di lusso, che il critico Gianfranco Contini ricollega alla migliore tradizione satirica europea, citando, quali padri letterari di Gadda, autori come Folengo e Rabelais, data "la tipica sproporzione fra l'inanità dell'oggetto e la sovrana applicazione artigianale".

## Riconoscimenti
Il romanzo vinse il Prix international de littératur (Premio Formentor) nel 1963.

## Edizioni
- La cognizione del dolore, con un saggio introduttivo di Gianfranco Contini, Collana Supercoralli, Torino, Einaudi, 26 aprile 1963,  p. 223.
- La cognizione del dolore, con due capitoli aggiunti (parte redatta nel 1941), Collana Supercoralli, Einaudi, 1970,  p. 275.
- La cognizione del dolore, Collana Gli struzzi n.20, Einaudi, 1971.
- La cognizione del dolore. Edizione critica commentata con un'appendice di frammenti inediti a cura di Emilio Manzotti, Collana Gli struzzi n.328, Torino, Einaudi, 1987-1992,  pp. LXXV-570.
- in  Romanzi e racconti I, a cura di Raffaella Rodondi, Guido Lucchini, Emilio Manzotti, Collana I Libri della Spiga:  Opere di Carlo Emilio Gadda, edizione diretta da Dante Isella, Milano, Garzanti, 1988,  pp. LXXIV-890, ISBN 978-88-11-58640-1.
- La cognizione del dolore, Milano, Garzanti, 1994.
- in  Romanzi (contiene: L'Adalgisa, La cognizione del dolore, Quer pasticciaccio brutto de via Merulana), a cura di Giorgio Bàrberi Squarotti, Collana Classici Italiani, Torino, UTET, 1997,  pp. 832, 5 tavole fuori testo, ISBN 978-88-02-05210-6.
- La cognizione del dolore, prefazione di Paolo Conti, Collana I Grandi Romanzi Italiani, RCS Quotidiani, 2003.
- La cognizione del dolore, A cura di Paola Italia, Giorgio Pinotti e Claudio Vela, Collana Biblioteca n.671, Milano, Adelphi, 2017, ISBN 978-88-459-3143-7.

## Traduzioni
- Die Erkenntnis des Schmerzes, trad. tedesca di Toni Kienlechner, Monaco, Piper, 1964 (poi Francoforte, Suhrkamp, 1974; Lipsia, Reclam, 1988; Berlino, Wagenbach, 2000).
- De ervaring van het verdriet, trad. olandese di J.H. Klinkert-Pöttërs Vos, Amsterdam, J.M. Meulenhoff, 1964 (anche De leerschool van het lijden, trad. di Frans Denissen, Amsterdam, Athenaeum-Polak & Van Gennep, 2011).
- O conhecimento da dor, trad. portoghese di Nunes Martinho e Ernesto Sampaio, Lisbona, Ulisseia, 1966.
- Acquainted with grief, trad. inglese di William Weaver, London, Owen, 1969 (poi New York, Braziller, 1985).
- Seznání bolesti, trad. ceca di Zdenek Frýbort, Praga, Mlada Fronta, 1969.
- Kanashimi no ninshiki, trad. giapponese di Ken Chigusa, Tokyo, Chuo Koronsa, 1970.
- Poznawanie cierpienia, trad. polacca di Halina Kralowa, Varsavia, Panstwowy Instytut Wydawniczy, 1980.
- La connaissance de la douleur, trad. francese di Louis Bonalumi e François Wahl, Parigi, Seuil, 1983.
- Saznanje bola, trad. serbo-croata di Milana Piletic, Belgrado, Nolit, 1988.
- El aprendizaje del dolor, trad. spagnola di Juan Petit e Juan Ramón Mansoliver (capitoli I-VII) e di María Nieves Muñiz (capitoli VIII-IX), Madrid, Catedra, 1989 (poi Barcellona, Días Contados, 2011).
- La coneixença del dolor, trad. catalana di Xavier Riu, Barcellona, Edicions 62, 1992.
- A fájdalom tudata, trad. ungherese di Ida Nagy, Budapest, Noran, 2000.
- I gnosi toi ponou, trad. greca di S. Tharlikioti, Atene, Agra, 2001.
- Visheden om smerten, trad. danese di Conni-Kay Jørgensen, Copenaghen, Forlaget Vandkunsten, 2013.
- The Experience of pain, trad. Richard Dixon, London, Penguin Books, 2017.